# Mossman
Mossman – miasto w Australii, w stanie Queensland.